# Astragalus gummifer

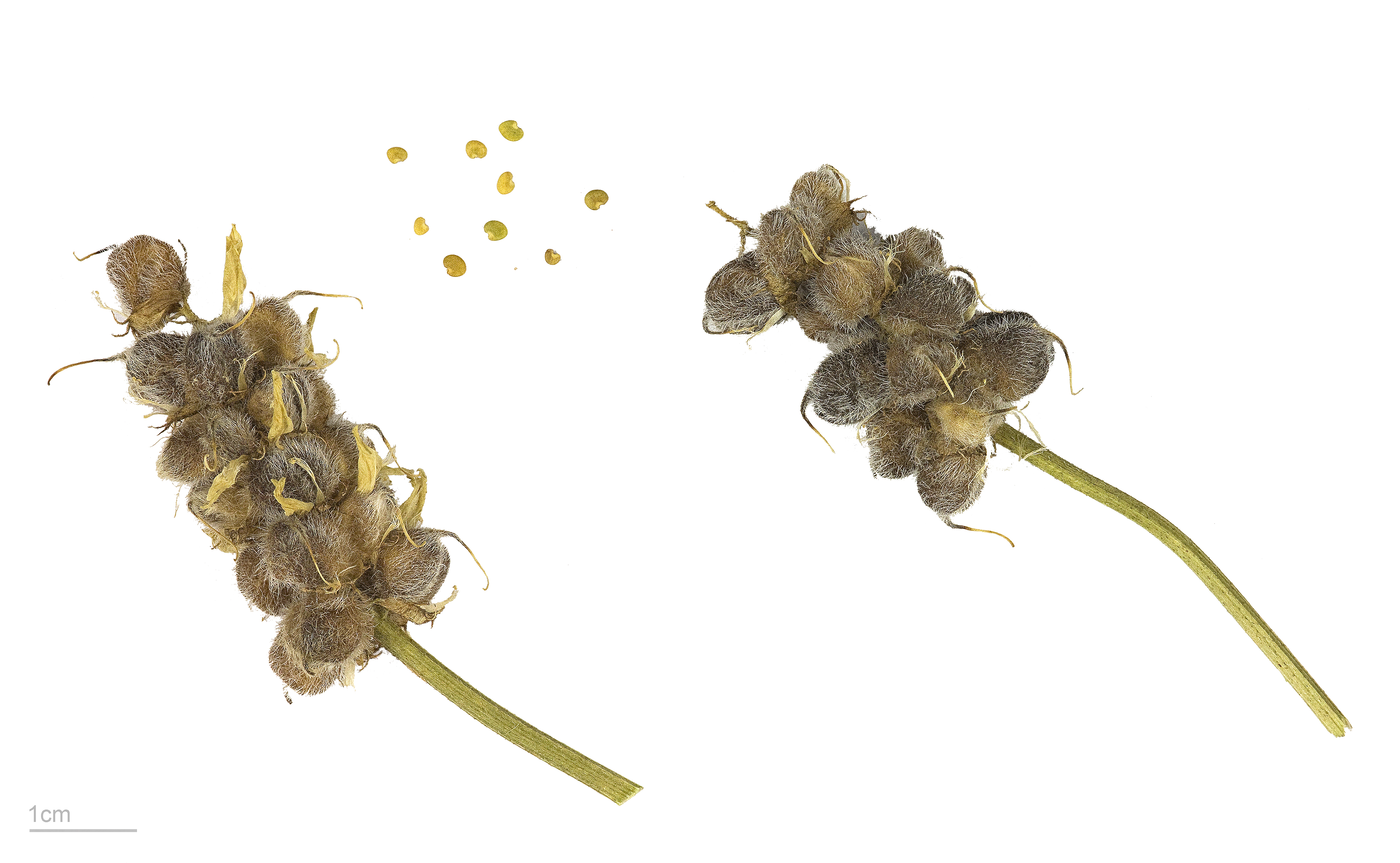
Astragalus gummifer

Alcatira (do árabe: al-catira) (Astragalus gummifer) é uma planta leguminosa de que se extrai uma goma branca com mesmo nome, também chamada tragacanto. Essa goma é coletada de pelo menos 20 espécies, principalmente desta espécie, que já era conhecida e usada na Grécia Antiga. É uma planta perene ou semiperene, arbusto espinhoso em forma de guarda-chuva, resistente a 23 graus e que chega a 1 metro de altura, com folhas pinadas e aglomerados axilares de míldio.
A goma é extraída do caule e utilizada em produtos cosméticos e confeitaria, clinicamente em pó insolúvel em óleos e resinas de emulsão, e como um agente espessante ou de estabilização em sorvetes, saladas e doces. Emprega-se também como  agente espessante de dimensionamento e tingimento na indústria têxtil, e como emulsionante no chão, móveis e polidores de automóveis. As folhas têm propriedades medicinais.
Colheita no período de abril a novembro. Nomes comuns: goma de tragacanto, Shagal el Ketira, Adrilel. Sinônimos científicos são: A. strobiliferus, A. erianthus, A. adpressus, A. noemiae. Pode ser encontrado em pastagens, estepes e planaltos secos em altitudes entre 1200 e 3000 m, na região do Sahel até 1800 m, e também no Oriente Médio e especialmente no Curdistão.

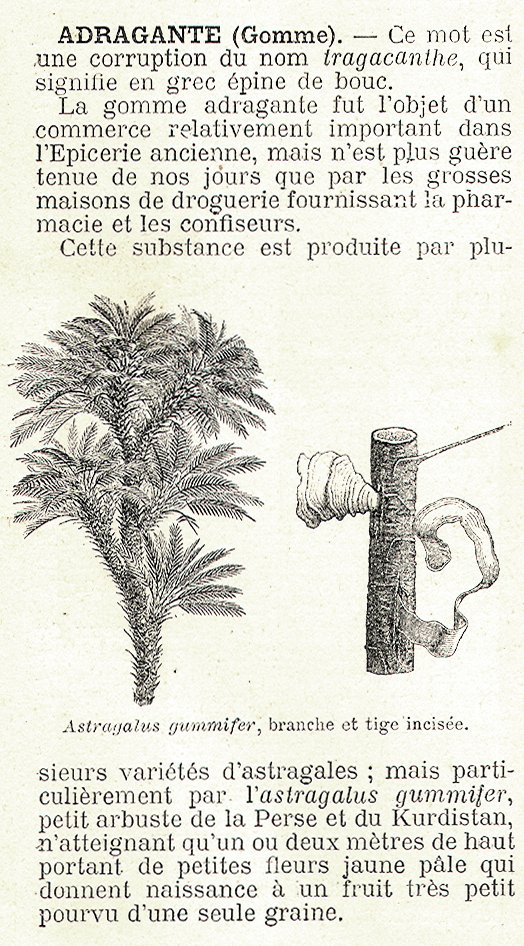
Parte de um dicionário francês sobre a planta e a goma desta.